# Ateuchus chrysopyge
Ateuchus chrysopyge là một loài bọ cánh cứng trong họ Bọ hung (Scarabaeidae).